# 2019 (numero)
Duemiladiciannove (2019) è il numero naturale dopo  il 2018 e prima del 2020.

## Proprietà matematiche
- È un numero dispari.
- È un numero composto con 4 divisori: 1, 3, 673, 2019. Poiché la somma dei suoi divisori (escluso il numero stesso) è 677 < 2019, è un numero difettivo.
- È un numero semiprimo.
- È un numero nontotiente in quanto dispari e diverso da 1.
- È un numero malvagio.
- È un numero intero privo di quadrati.
- È un numero felice.
- È un numero fortunato.
- È parte delle terne pitagoriche (1155, 1656, 2019), (2019, 2692, 3365), (2019, 226460, 226469), (2019, 679392, 679395), (2019, 2038180, 2038181).

## Astronomia
- 2019 van Albada è un asteroide della fascia principale del sistema solare.

## Altri ambiti
- 2019 - Dopo la caduta di New York è un film di fantascienza post apocalittica del 1983.